# Tista (Kerambitan)
Tista is een bestuurslaag in het regentschap Tabanan van de provincie Bali, Indonesië. Tista telt 1552 inwoners (volkstelling 2010).